# 原顕三郎
原 顕三郎（はら けんざぶろう、1887年（明治20年）7月15日 - 1971年（昭和46年）9月20日）は、日本の海軍軍人。最終階級は海軍中将。バタビア沖海戦指揮官。

## 経歴
1887年（明治20年）7月15日、東京で坪井航三海軍中将の三男として生まれる。兄に坪井九八郎（貴族院男爵議員）がいる。後に父・坪井航三の兄で叔父の原俊則（海軍少佐）の養子となる。1909年（明治42年）11月、海軍兵学校（37期）を卒業し、1911年（明治44年）2月に海軍少尉任官。海軍砲術学校普通科、海軍水雷学校普通科で学ぶ。
1920年（大正9年）1月、呉海兵団分隊長に就任。以後、「響」駆逐艦長、軍事参議官副官（東伏見宮依仁親王大将付）、元帥副官（依仁親王付）、軍事参議官副官（山屋他人大将付）などを歴任。1922年（大正11年）12月、海軍少佐に昇進。横須賀鎮守府付を経て、1923年（大正12年）3月、「第18駆逐艦」（刈萱）艤装員長となる。以後、同艦長、「第1号駆逐艦」（神風 [II]）・「第7号駆逐艦」（松風 [II]）の各駆逐艦長を務めた。
1927年（昭和2年）12月、海軍中佐に進級し「第3号駆逐艦」（朝風 [II]）艦長に就任。以後、「第23号駆逐艦」（弥生 [II]）・「第9号駆逐艦」（旗風）兼「第5号駆逐艦」（春風 [II]）・「第27号駆逐艦」（皐月 [II]）の各駆逐艦長などを歴任。1928年（昭和3年）12月から約一年間、水雷学校で特修科学生として学んだ。1929年（昭和4年）11月、「磯波」駆逐艦長に就任。以後、第6掃海隊司令、第1駆逐隊司令、第30駆逐隊司令を経て、1933年（昭和8年）11月、海軍大佐に昇進し第10駆逐隊司令に着任。
1934年（昭和9年）11月、「神通」艦長に転じ、以後、「高雄」艦長、兼「五十鈴」艦長、呉港務部長、第1港務部長、兼支那方面艦隊司令部付兼上海航路部長を務めた。1939年（昭和14年）11月、海軍少将に進級し横須賀防備戦隊司令官となった。1940年（昭和15年）10月、舞鶴鎮守府付に転じた。
1941年11月、第5水雷戦隊司令官に就任し、12月に太平洋戦争を迎えた。マレー作戦に従軍。2月28日からのバタビア沖海戦で第三護衛隊指揮官として指揮し、重巡、軽巡の撃沈を含む戦果を挙げた。この海戦で日本は掃海艇や輸送船に被害を出した。これは魚雷の性能、射線などから指揮下の第七戦隊によるものであることは明らかだったが、一般には敵魚雷艇による被害と信じられていた。これは海軍側の謝罪に対し、この被害で救命胴衣で約3時間泳ぐことにもなった今村均陸軍中将が快く了承し、事実を公にしなかったためである
1942年（昭和17年）3月、第16戦隊司令官（第2南遣艦隊）に就任。4月24日、小スンダ列島戡定作戦が発令され、この作戦の部隊として、原を指揮官とした「S攻略部隊」が編成される。5月7日、原はスラバヤにおいて、「機密東印部隊S攻略部隊命令作第一号」を発令し、ほとんど抵抗を受けず、予定より早く占領、掃討が済み、25日にS攻略部隊の編成は解かれた。
1942年10月、横須賀鎮守府出仕となる。同年11月、海軍中将に進み、1942年11月から1944年（昭和19年）1月まで旅順方面特別根拠地隊司令官を務めた。軍令部出仕を経て、1944年3月に待命、後予備役編入となった。
1947年（昭和22年）11月28日、公職追放仮指定を受けた。